# Санта-Маре
Санта-Маре (рум. Santa Mare) — село у повіті Ботошані в Румунії. Входить до складу комуни Санта-Маре.
Село розташоване на відстані 365 км на північ від Бухареста, 52 км на схід від Ботошань, 53 км на північ від Ясс.

## Населення
За даними перепису населення 2002 року у селі проживали 1225 осіб, усі — румуни. Усі жителі села рідною мовою назвали румунську.